# جون بي. ييتس (سياسي)
جون بي. ييتس هو سياسي أمريكي، ولد في 24 نوفمبر 1921 في غريفين في الولايات المتحدة، وتوفي في 11 ديسمبر 2017. نشط حزبياً في الحزب الجمهوري. وقد انتخب عضو مجلس نواب جورجيا ‏.